# Навайо
37°51′34″ пн. ш. 20°37′28″ сх. д. / 37.85944° пн. ш. 20.62444° сх. д.
Навайо (грец. Ναυάγιο) — популярний пляж у Греції на північному заході острова Закінф з групи Іонічних островів.

## Історія

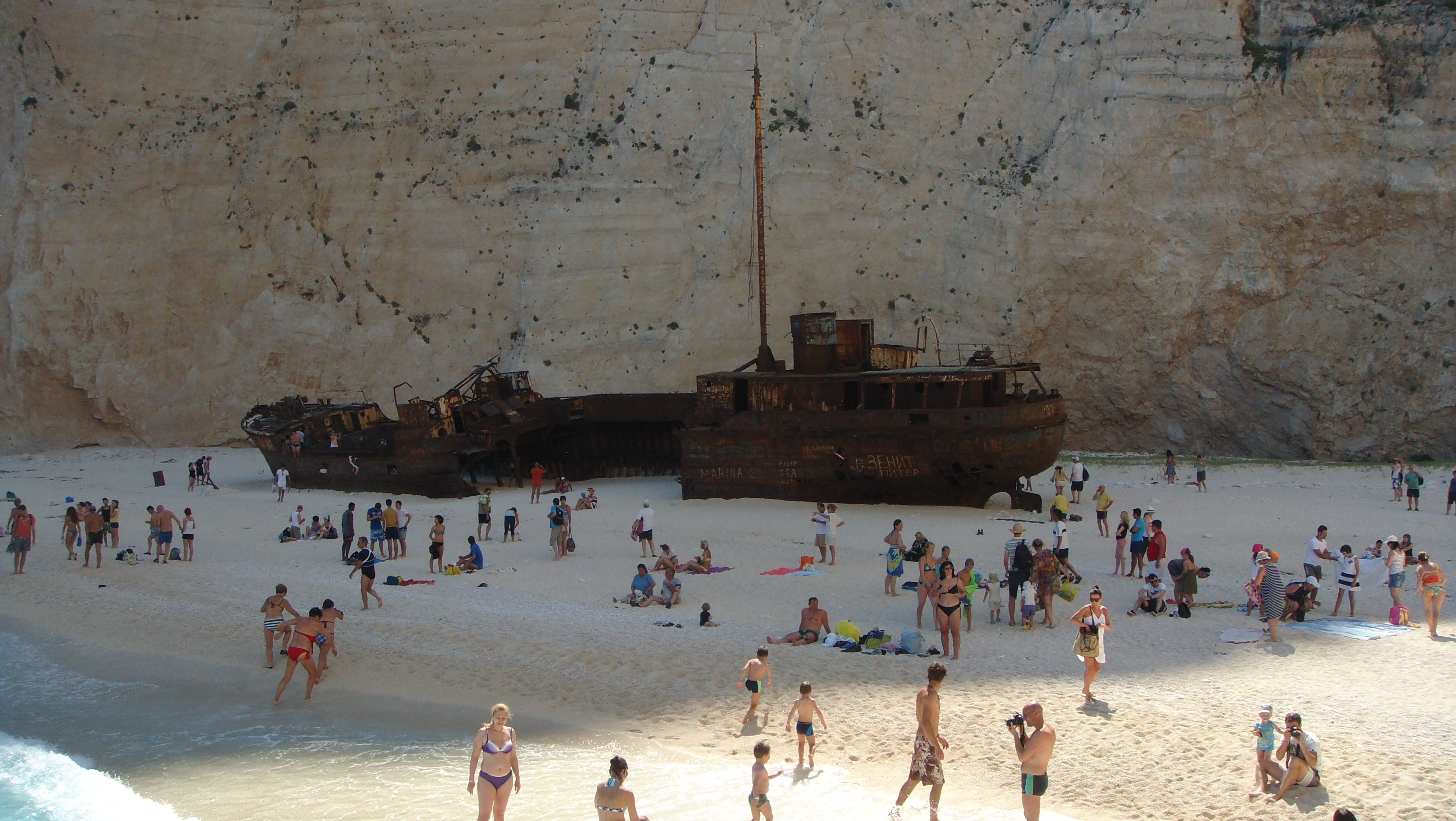
«Панайотіс»

Навайо з грецької перекладається як «корабельна аварія». Таку назву цьому місцю дала історія, що сталася з невеликим судном «Панайотіс». У 1980 році це судно, що перевозило контрабандний тютюн з Туреччини в Італію, переслідувала грецька берегова поліція. Контрабандисти затопили судно з товаром, а самі втекли. З часом корабель хвилями викинуло на пляж. Спочатку його хотіли звідти відбуксирувати, але не стали. Тепер це контрабандистське судно стало символом всього острова.
У 2016 році тут проходили зйомки корейської драми «Нащадки сонця». З того часу на пляжі збільшилася кількість китайських і корейських туристів.

## Опис
Пляж з усіх боків оточують стрімкі білі вапнякові кручі висотою від 45 до 225 м, тому дістатися до нього можна тільки водою. На найвищій точці узбережжя розташований оглядовий майданчик, від якого вниз ведуть круті сходи.